# Cmentarze katolickie w Raciborzu
Cmentarze katolickie w Raciborzu – w mieście znajdowało się wiele miejsc grzebalnych, najczęściej wokół parafii, do dzisiaj przetrwały nieliczne.
- Cmentarz katolicko-ewangelicki przy ul Opawskiej - obecnie park im. Miasta Roth
- Cmentarz katolicki przy ul. Kozielskiej
- cmentarz Jeruzalem
- Cmentarz katolicki przy ul. Głubczyckiej
- Cmentarz katolicki przy ul. Armii Krajowej